# مركز الجالية اليهودية في دبي
مركز الجالية اليهودية في دبي هو مجتمع يقوده حاباد الحاخام ليفي دوتشمان ورئيس المجتمع سولي وولف.

## تاريخ
منذ تشكيل دولة الإمارات العربية المتحدة في عام 1971، نمت جالية يهودية صغيرة وعاشت في الإمارات العربية المتحدة لسنوات عديدة، لكنها كانت تعيش في الغالب في الظل. في الآونة الأخيرة، مع تحسن العلاقات، بدأ اليهود في الإمارات بالخروج من الظل والصلاة علانية بما في ذلك من أجل رفاهية حكومة الإمارات وقواتها المسلحة. في يونيو 2020، نشر المغني عمر آدم رسالة حب للجالية اليهودية في دبي، سولي وولف، وحكام الإمارات عبر تويتر باللغة العربية.

## كنيس
مركز الجالية اليهودية في الإمارات العربية المتحدة، بقيادة حاباد الحاخام ليفي دوتشمان. يتم تلاوة دعاء يهودي لرئيس دولة الإمارات خليفة بن زايد آل نهيان وكذلك لبقية حكام الإمارات خلال يوم السبت.

## طعام الكوشر
يتم توفير 1000 دجاج كوشر أسبوعيًا للمجتمع المحلي من قبل كوشر شحيطه المحلي. في مايو 2020، أفيد أن مركز التنسيق المشترك بدولة الإمارات العربية المتحدة قد استورد أكبر شحنة لحوم في تاريخ المجتمع.
بعد اتفاقية التسوية، افتتح دوتشمان مطعمًا راقًٍا للكوشر في برج خليفة في دبي، يقدم أطباق متوسطية والنبيذ، ويتميز بـ «ديكور آسيوي أنيق».

## مدرسة توراة التلمود
تم الإبلاغ عن توراة تلمود جديدة في عام 2020 تم إنشاؤها مؤخرًا ولديها الآن حوالي 40 تلميذاً.

## السُكة العامة
لعيد العرش عطلة في أكتوبر 2020، أقام دوتشمان السُكة (مكان احتفال مسور) في العامة بجانب برج خليفة في دبي.

## روابط خارجية
- حساب تويتر الرسمي للجنة التنسيق المشتركة بدولة الإمارات العربية المتحدة
- موقع المجتمع